# Cyan Kicks
Cyan Kicks è un gruppo musicale finlandese formato nel 2016 a Helsinki da Susanna Alexandra, Niila Perkkiö, Leevi Erkkilä e Pietari Reijonen.

## Storia
I Cyan Kicks hanno ottenuto il loro primo contratto con l'etichetta Ranka Kustannus, facente parte del gruppo della Warner Music Finland, nel giugno 2017. Il loro singolo di debutto, Feathers, è uscito il mese successivo. Nel 2019 hanno pubblicato il disco I Don’t Love You, candidato ai premi Emma gaala al miglior album rock.
Il gruppo è stato confermato fra i sette artisti partecipanti a Uuden Musiikin Kilpailu 2022, il programma di selezione del rappresentante finlandese per l'Eurovision Song Contest, con l'inedito Hurricane. Durante l'evento, i Cyan Kicks si sono piazzati al 2º posto.

## Formazione
- Susanna Alexandra – voce
- Niila Perkkiö – chitarra
- Leevi Erkkilä – basso
- Pietari Reijonen – batteria

## Discografia

### Album in studio
- 2019 – I Don’t Love You
- 2021 – Not Your Kind

### Singoli
- 2017 – Feathers
- 2018 – Gasoline
- 2018 – Rockabye
- 2018 – Satellite
- 2019 – Tidal Wave
- 2019 – Heart
- 2019 – Mistake
- 2019 – Let Me Down Slowly
- 2020 – Wish You Well
- 2021 – Invincible
- 2021 – Died Enough for You
- 2022 – Hurricane
- 2022 – See the Light
- 2022 – Someone like You